# Liste der Baudenkmäler im Wuppertaler Wohnquartier Ronsdorf-Mitte/Nord
Die Liste der Baudenkmäler im Wuppertaler Wohnquartier Ronsdorf-Mitte/Nord enthält die denkmalgeschützten Bauwerke auf dem Gebiet von Wuppertal-Ronsdorf-Mitte/Nord in Nordrhein-Westfalen (Stand: November 2011). Diese Baudenkmäler sind in der Denkmalliste der Stadt Wuppertal eingetragen; Grundlage für die Aufnahme ist das Denkmalschutzgesetz Nordrhein-Westfalen (DSchG NRW).

## Auszug aus der Denkmalliste

### Eingetragene Baudenkmäler
| Bild                                 | Bezeichnung                                                           | Lage                                                   | Beschreibung | Bauzeit | Eingetragen seit   | Denkmal- nummer |
| ------------------------------------ | --------------------------------------------------------------------- | ------------------------------------------------------ | --- | ------- | ------------------ | --------------- |
| weitere Bilder                       | Kirche (Evangelisch-lutherische Kirche)                               | Ronsdorf-Mitte/Nord Bandwirkerstraße Karte             | |         | 1. März 2002       | 4193            |
| weitere Bilder                       | Wohnhaus                                                              | Ronsdorf-Mitte/Nord Breite Straße 57 Karte             | |         | 3. Dezember 1984   | 204             |
| weitere Bilder                       | Wohnhaus                                                              | Ronsdorf-Mitte/Nord Breite Straße 58 Karte             | eine D-Nummer mit Breite Straße 60 |         | 28. März 1985      | 373             |
| weitere Bilder                       | Wohnhaus                                                              | Ronsdorf-Mitte/Nord Breite Straße 59 Karte             | |         | 3. Dezember 1984   | 205             |
| weitere Bilder                       | Wohnhaus                                                              | Ronsdorf-Mitte/Nord Breite Straße 60 Karte             | eine D-Nummer mit Breite Straße 58 |         | 28. März 1985      | 373             |
| weitere Bilder                       | Wohnhaus                                                              | Ronsdorf-Mitte/Nord Breite Straße 62 Karte             | |         | 1. April 1985      | 396             |
| Wohnhaus                             | Wohnhaus                                                              | Ronsdorf-Mitte/Nord Breite Straße 67 Karte             | |         | 1. Juli 1991       | 1902            |
| Wohnhaus                             | Wohnhaus                                                              | Ronsdorf-Mitte/Nord Breite Straße 70 Karte             | |         | 25. Juni 1996      | 3941            |
| weitere Bilder                       | Wohnhaus                                                              | Ronsdorf-Mitte/Nord Breite Straße 72 Karte             | |         | 22. September 1986 | 876             |
| weitere Bilder                       | Wohnhaus                                                              | Ronsdorf-Mitte/Nord Breite Straße 74 Karte             | |         | 31. Januar 1997    | 3942            |
| weitere Bilder                       | Wohnhaus                                                              | Ronsdorf-Mitte/Nord Breite Straße 77 Karte             | |         | 26. Juli 1984      | 63              |
| weitere Bilder                       | Wohnhaus                                                              | Ronsdorf-Mitte/Nord Breite Straße 82 Karte             | |         | 31. Juli 1984      | 74              |
| weitere Bilder                       | Wohnhaus                                                              | Ronsdorf-Mitte/Nord Breite Straße 84 Karte             | |         | 19. April 1994     | 3374            |
| weitere Bilder                       | Wohnhaus                                                              | Ronsdorf-Mitte/Nord Breite Straße 91 Karte             | |         | 31. Juli 1986      | 843             |
| weitere Bilder                       | Kirche (Evangelische reformierte Kirche)                              | Ronsdorf-Mitte/Nord Elias-Eller-Straße Karte           | |         | 26. September 1985 | 595             |
| weitere Bilder                       | Wasserpumpe (Handschwengelwasserpumpe)                                | Ronsdorf-Mitte/Nord Elias-Eller-Straße                 | |         | 19. Juli 2004      | 4208            |
| weitere Bilder                       | Wohn- und Geschäftshaus                                               | Ronsdorf-Mitte/Nord Elias-Eller-Straße 6 Karte         | eine D-Nummer mit Elias-Eller-Straße 8 |         | 21. Februar 1986   | 716             |
| weitere Bilder                       | Wohn- und Geschäftshaus                                               | Ronsdorf-Mitte/Nord Elias-Eller-Straße 8 Karte         | eine D-Nummer mit Elias-Eller-Straße 6 |         | 21. Februar 1986   | 716             |
| weitere Bilder                       | Wohnhaus                                                              | Ronsdorf-Mitte/Nord Elias-Eller-Straße 10 Karte        | |         | 24. Oktober 1986   | 894             |
| weitere Bilder                       | Wohn- und Geschäftshaus                                               | Ronsdorf-Mitte/Nord Elias-Eller-Straße 19 Karte        | |         | 19. Juni 1990      | 1778            |
| Wohnhaus                             | Wohnhaus                                                              | Ronsdorf-Mitte/Nord Elias-Eller-Straße 29 Karte        | |         | 2. Oktober 1986    | 885             |
| weitere Bilder                       | Schulgebäude (ehem. Städtische Grundschule)                           | Ronsdorf-Mitte/Nord Elias-Eller-Straße 48 Karte        | Änderungsbescheid vom 28. Mai 1986: der Schutz erstreckt sich auch auf den Schulhof mit den Einfriedungsmauern                                                                      |         | 26. September 1985 | 596             |
| weitere Bilder                       | Wohn- und Geschäftshaus                                               | Ronsdorf-Mitte/Nord Elias-Eller-Straße 58 Karte        | |         | 9. März 1993       | 2805            |
| weitere Bilder                       | Wohnhaus                                                              | Ronsdorf-Mitte/Nord Elias-Eller-Straße 60 Karte        | |         | 24. Oktober 1989   | 1655            |
| weitere Bilder                       | Wohnhaus                                                              | Ronsdorf-Mitte/Nord Elias-Eller-Straße 63 Karte        | |         | 23. September 1985 | 589             |
| weitere Bilder                       | Wohnhaus                                                              | Ronsdorf-Mitte/Nord Elias-Eller-Straße 65 Karte        | |         | 23. September 1985 | 590             |
| weitere Bilder                       | Wohnhaus                                                              | Ronsdorf-Mitte/Nord Elias-Eller-Straße 69 Karte        | eine D-Nummer mit Elias-Eller-Straße 71 |         | 6. August 1985     | 548             |
| weitere Bilder                       | Wohnhaus                                                              | Ronsdorf-Mitte/Nord Elias-Eller-Straße 71 Karte        | eine D-Nummer mit Elias-Eller-Straße 69 |         | 6. August 1985     | 548             |
| weitere Bilder                       | Verwaltungsgebäude (ehemaliges Amtsgericht Ronsdorf)                  | Ronsdorf-Mitte/Nord Erbschlöer Straße 9 Karte          | |         | 27. August 1996    | 3995            |
| weitere Bilder                       | Wohnhaus                                                              | Ronsdorf-Mitte/Nord Huckenbach 1 Karte                 | eine bauliche Einheit mit Huckenbach 2 |         | 8. Dezember 1987   | 1221            |
| weitere Bilder                       | Wohnhaus                                                              | Ronsdorf-Mitte/Nord Huckenbach 2 Karte                 | eine bauliche Einheit mit Huckenbach 1 |         | 8. Dezember 1987   | 1221            |
| weitere Bilder                       | Wohnhaus                                                              | Ronsdorf-Mitte/Nord Huckenbach 3 Karte                 | eine D-Nummer mit Huckenbach 4 |         | 1. August 1984     | 83              |
| weitere Bilder                       | Wohnhaus                                                              | Ronsdorf-Mitte/Nord Huckenbach 4 Karte                 | eine D-Nummer mit Huckenbach 3 |         | 1. April 1984      | 83              |
| weitere Bilder                       | Wohnhaus                                                              | Ronsdorf-Mitte/Nord Huckenbach 5 Karte                 | |         | 8. Dezember 1987   | 1222            |
| weitere Bilder                       | Wohnhaus (Villa Carnap)                                               | Ronsdorf-Mitte/Nord In der Krim 42 Karte               | |         | 28. Juni 1993      | 2992            |
| weitere Bilder                       | Wohnhaus                                                              | Ronsdorf-Mitte/Nord Kniprodestraße 6 Karte             | |         | 25. Mai 1992       | 2233            |
| weitere Bilder                       | Wohnhaus (Waterhüsken)                                                | Ronsdorf-Mitte/Nord Kniprodestraße 10 Karte            | |         | 30. März 1984      | 7               |
| weitere Bilder                       | Wohnhaus mit Gemeindesaal (evangelisch-reformierte Gemeinde Ronsdorf) | Ronsdorf-Mitte/Nord Kurfürstenstraße 4 Karte           | |         | 2. Dezember 1999   | 4125            |
| weitere Bilder                       | Pastorat (Reformiertes Pastorat Ronsdorf)                             | Ronsdorf-Mitte/Nord Kurfürstenstraße 6 Karte           | |         | 6. Mai 1992        | 2200            |
| weitere Bilder                       | Wohnhaus                                                              | Ronsdorf-Mitte/Nord Kurfürstenstraße 8 Karte           | |         | 16. Juni 1988      | 1390            |
| weitere Bilder                       | Wohnhaus                                                              | Ronsdorf-Mitte/Nord Kurfürstenstraße 10 Karte          | eine D-Nummer mit Kurfürstenstraße 12, 12 a |         | 7. Juli 1988       | 1419            |
| weitere Bilder                       | Wohnhaus                                                              | Ronsdorf-Mitte/Nord Kurfürstenstraße 12 Karte          | eine D-Nummer mit Kurfürstenstraße 10, eine bauliche Einheit mit Kurfürstenstraße 12 a                                                                                              |         | 7. Juli 1988       | 1419            |
| weitere Bilder                       | Wohnhaus                                                              | Ronsdorf-Mitte/Nord Kurfürstenstraße 12 a Karte        | eine D-Nummer mit Kurfürstenstraße 10, eine bauliche Einheit mit Kurfürstenstraße 12                                                                                                |         | 7. Juli 1988       | 1419            |
| weitere Bilder                       | Wohnhaus                                                              | Ronsdorf-Mitte/Nord Kurfürstenstraße 24 Karte          | eine D-Nummer mit Kurfürstenstraße 26 |         | 10. Januar 1986    | 684             |
| weitere Bilder                       | Wohnhaus                                                              | Ronsdorf-Mitte/Nord Kurfürstenstraße 26 Karte          | eine D-Nummer mit Kurfürstenstraße 24 |         | 10. Januar 1986    | 684             |
| weitere Bilder                       | Postgebäude (Postamt Ronsdorf)                                        | Ronsdorf-Mitte/Nord Lüttringhauser Straße 16 Karte     | eine bauliche Einheit mit Lüttringhauser Straße 18 |         | 11. Mai 1988       | 1359            |
| weitere Bilder                       | Postgebäude (Postamt Ronsdorf)                                        | Ronsdorf-Mitte/Nord Lüttringhauser Straße 18 Karte     | eine bauliche Einheit mit Lüttringhauser Straße 16 |         | 11. Mai 1988       | 1359            |
| Wohn- und Geschäftshaus              | Wohn- und Geschäftshaus                                               | Ronsdorf-Mitte/Nord Remscheider Straße 33 Karte        | |         | 16. Mai 1989       | 1608            |
| Wohn- und Geschäftshaus              | Wohn- und Geschäftshaus                                               | Ronsdorf-Mitte/Nord Remscheider Straße 35 Karte        | |         | 20. Dezember 1988  | 1507            |
| weitere Bilder                       | Wohn- und Geschäftshaus                                               | Ronsdorf-Mitte/Nord Remscheider Straße 43 Karte        | |         | 7. März 1988       | 1307            |
| weitere Bilder                       | Wohn- und Geschäftshaus                                               | Ronsdorf-Mitte/Nord Remscheider Straße 45 Karte        | |         | 7. März 1988       | 1308            |
| weitere Bilder                       | Wohn- und Geschäftshaus                                               | Ronsdorf-Mitte/Nord Remscheider Straße 47 Karte        | |         | 7. März 1988       | 1309            |
| weitere Bilder                       | Schulgebäude                                                          | Ronsdorf-Mitte/Nord Scheidtstraße 36 Karte             | |         | 27. Februar 1998   | 4084            |
| Kleindenkmal(Jahn-Denkmal (Brunnen)) | Kleindenkmal (Jahn-Denkmal (Brunnen))                                 | Ronsdorf-Mitte/Nord Scheidtstraße (neben Nr. 51) Karte | zum 50. Jahrestag des Bestehen der Ronsdorfer Turngemeinde, am 25. September 1910 aufgestelltes Denkmal in Form eines Brunnes zur Erinnerung an Turnvater Friedrich Ludwig Jahn ein | 1910    | 15. Dezember 2009  | 4236            |

### Baudenkmäler in Bearbeitung
Folgende Objekte werden noch geprüft oder deren Status ist in der Denkmalliste nicht klar ersichtlich.
| Bild           | Bezeichnung   | Lage                                            | Beschreibung | Bauzeit | Eingetragen seit | Denkmal- nummer |
| -------------- | ------------- | ----------------------------------------------- | --- | ------- | ---------------- | --------------- |
| weitere Bilder | Villa         | Ronsdorf-Mitte/Nord Dorner Weg 100 Karte        | Entworfen von und Sterbeort von Richard Neutra. Villa Kemper ist von der Straße aus durch dichten Baumbestand nur fragmentarisch sichtbar. Sie galt als durch Umbauten im Denkmalwert beeinträchtigt, bis sie nach fünfjähriger, sorgfältiger Restaurierung durch die Eigentümer nun unter Schutz gestellt werden könnte. Status wird überprüft | 1965    |                  | 0               |
| weitere Bilder | Gewächshäuser | Ronsdorf-Mitte/Nord Monschaustraße 74 a/b Karte | Status wird überprüft |         |                  | 0               |